# Kurpie (czasopismo)
Kurpie – magazyn regionalny wydawany przez Związek Kurpiów. Ukazuje się od marca 2002.

## Historia
Tytuł powstał jako dwumiesięcznik, następnie został przekształcony w rocznik. Twórcami są Mirosław Grzyb, prezes Związku Kurpiów, i wiceprezeska Iwona Choroszewska-Zyśk. Od 2002 pełni ona rolę redaktorki naczelnej. W kolejnych latach w redakcji działali m.in. Henryk Gadomski, Bernard Kielak, Stanisław Pajka.
Twórcy określili tematykę czasopisma we wstępie do pierwszego numeru: edukacja, regionalizm, mała ojczyzna. W czasopiśmie ukazują się teksty historyczne autorstwa m.in. Adama Białczaka, Stanisława Pajki, Mirosława Grzyba, Czesława Parzycha, Łukasza Guta, Marii Weroniki Kmoch. Opisywana jest kultura regionalna (pieśni spisane przez ks. Władysława Skierkowskiego, tańce, gadki zanotowane m.in. przez ks. Stanisława Tworkowskiego, wiersze) i etnografia regionu (budownictwo, zwyczaje, toponimia), publikowane zapowiedzi oraz relacje z wydarzeń w regionie (m.in. z wręczenia Nagród Prezesa Związku Kurpiów Kurpik i Dnia Kurpiowskiego Przyjechoł Kurpś do Warsiawy), przedstawiane sylwetki działaczek i działaczy regionalnych oraz warte odwiedzenia miejsca w Puszczy Zielonej i Białej. Publikowane są przepisy na regionalne dania (rejbak) i pieczywo obrzędowe (byśki, nowe latka), przedruki z archiwalnej prasy, oraz treści związane z edukacją regionalną (scenariusze widowisk folklorystycznych, opracowania badań ankietowych dotyczących tożsamości młodego pokolenia).
Część numerów jest dostępna online.